# Chiesa della Madonna di Loreto (Forlimpopoli)
La chiesa della Madonna di Loreto è una chiesa di Forlimpopoli, edificata nel 1617. Nel 1809 fu inglobata nel Cimitero monumentale (Cimitero Vecchio)

## Descrizione
Presenta una tipica pianta a base ottagonale ed è preceduta da un consistente pronao con archi a tutto sesto. La venerata icona della Madonna di Loreto è situata in una nicchia sull'altare maggiore.